# 10529 Giessenburg
10529 Giessenburg este un asteroid din centura principală de asteroizi.

## Descriere
10529 Giessenburg este un asteroid din centura principală de asteroizi. A fost descoperit pe 16 noiembrie 1990 la Observatorul La Silla de Eric Walter Elst. Asteroidul prezintă o orbită caracterizată de o semiaxă mare de 2,25 ua, o excentricitate de 0,20 și o înclinație de 3,7° în raport cu ecliptica.